# مدينة الشيخ زايد
مدينة الشيخ زايد مدينة مصرية جديدة من مدن الجيل الثاني، تقع في محافظة الجيزة، وتتبع إدارياً لهيئة المجتمعات العمرانية الجديدة، أنشأت بقرار رئيس جمهورية مصر العربية رقم 325 لسنة 1995، وذلك بمنحة من صندوق أبو ظبي للتنمية - منحة الشيخ زايد -، وتعدّ ضاحية من ضواحي القاهرة الكبرى وامتداداً طبيعياً لها.
تبعد مدينة الشيخ زايد حوالي 20 كم من ميدان لبنان بحي المهندسين وتبعد 28 كم عن ميدان التحرير بوسط القاهرة ويحدها طريق مصر- الإسكندرية الصحراوي وامتداد محور 26 يوليو ومدينة 6 أكتوبر وترتفع المدينة عن سطح البحر حوالي 220 متر وتبلغ مساحتها حوالي 9500 فدان. عدد سكان مدينة الشيخ زايد الآن حوالي 150 ألف نسمة ومن المنتظر أن يصل عدد سكانها إلى 500 ألف نسمة عند اكتمال نموها.

## المخطط العام
المدينة كاملة من جميع الخدمات والمرافق بها مستشفيات ومدارس لجميع المراحل وبها كهرباء ومياه نقية ومساحات خضراء كبيرة تبلغ مساحتها 40% من مساحاتها فتجعل للمدينة رونقاً خاص يجذب كل من يلقي بالاً عليها.
تنقسم المدينة إلى 20 حي يقسم كل منها إلى 4 مجاورات، كل حي به خدماته الخاصة من مسجد وسوق ومركز خدمي، هناك أحياء متوسطة المستوى مثل الأحياء الأول والثالث والحادي عشر والثالث عشر فضلاً عن أحياء فوق المتوسط مثل الحي الرابع وجزء من الحي الثاني وأحياء راقية مثل الحي السابع والثامن والحي السادس عشر وأجزاء من التاسع وهي أحياء ذات مستوى اقتصادي عالي،
قريبة من العديد من المشاريع الخدمية والسياحية الهامة كهايبر وان وداندي مول ومول العرب كما تتوافر بها المواصلات وفرص عمل في المناطق الصناعية التابعة لمدينة 6 أكتوبر.
الحي ال 3 المجاورة 2 لا يوجد بها أي خدمات من مول تجاري أو مجمع مدارس لجميع المراحل على الرغم من عدالة توزيع الوحدات السكنية فالوحدات الخاصة تقع مع الإسكان التعاوني دون تميز .

## الخدمات

### التعليم
جامعة النيل - امتداد جامعة القاهرة - المدرسة البريطانية الدولية في القاهرة - أميريكان إنترناشونال سكول  - الكلية الدولية الكندية  - مدارس الرؤية الجديدة الدولية - مدرسة بيفرلي هيلز للغات - المدرسة الفندقية - المعهد الأزهري - المدرسة النموذجية - مدرسة عمر بن الخطاب - مدرسة الشيخ زايد الثانوية بنين - مدرسة عمرو بن العاص -مدرسة الشيخ زايد الثانوية بنات - مدرسة أبو بكر الصديق - مدرسة الأمل - مدرسة الشيخ زايد للتعليم الأساسي - المدرسة البريطانية الدولية في مصر BS- مدرسة الحي 16- المدرسة اليابانية بالحي 11.

### الدين
المسجد الجامع - مسجد المجمع الإسلامي - مسجد الرحمة بالسوق القديم - مسجد بلال ابن رباح بالحي 13 - مسجد الراشد أمام سنتر المهندسين ح1 - مسجد الإيمان - مسجد هايبر وان ـ مسجد السلام بالحي 1 ـ مسجد النور بالحي 11 ـ مسجد خليل الرحمن بالحي 13 ـ مسجد أبو بكر الصديق بالحي 13ـ مسجد زايد 2000 - مسجد الصحابة خلف الجمان - كنيسة العذراء والأنبا صموئيل بالحي 13 - مسجد حدائق المهندسين - مسجد الصادق الأمين -مسجد الريان الحي 16

### الترفيه
- أركان بلازا
- مول الجزيرة بلازا
- مول أمريكانا
- مول تيفولي
- مول مزار

### الصحة
يوجد مركز طبي حكومي في المدينة ككل بالإضافة لمستشفى الشيخ زايد التخصصي ومستشفى الشيخ زايد المركزي.

## معرض صور

إحدى محطات معاجة المياه بالمدينة
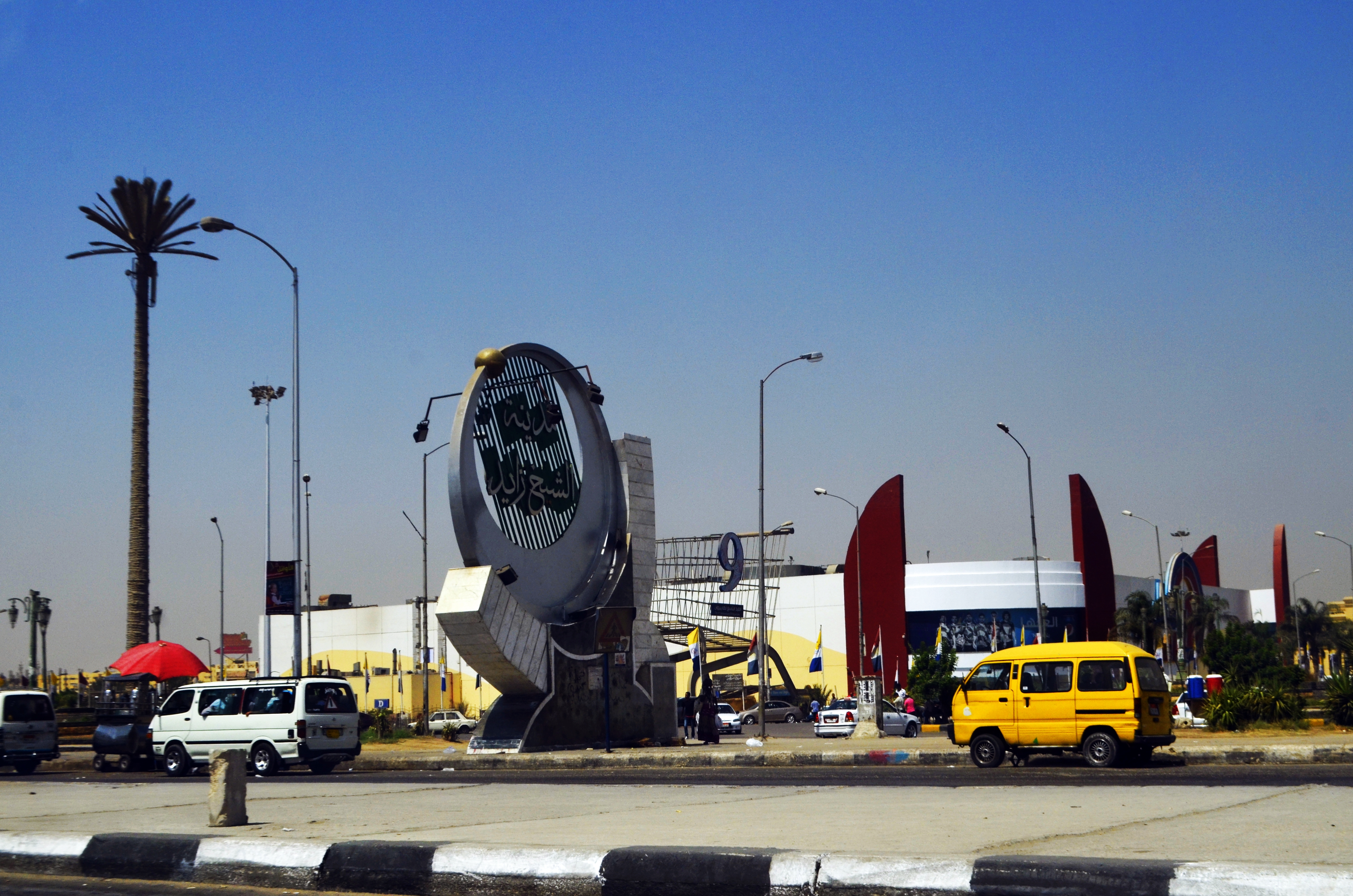
مدخل المدينة
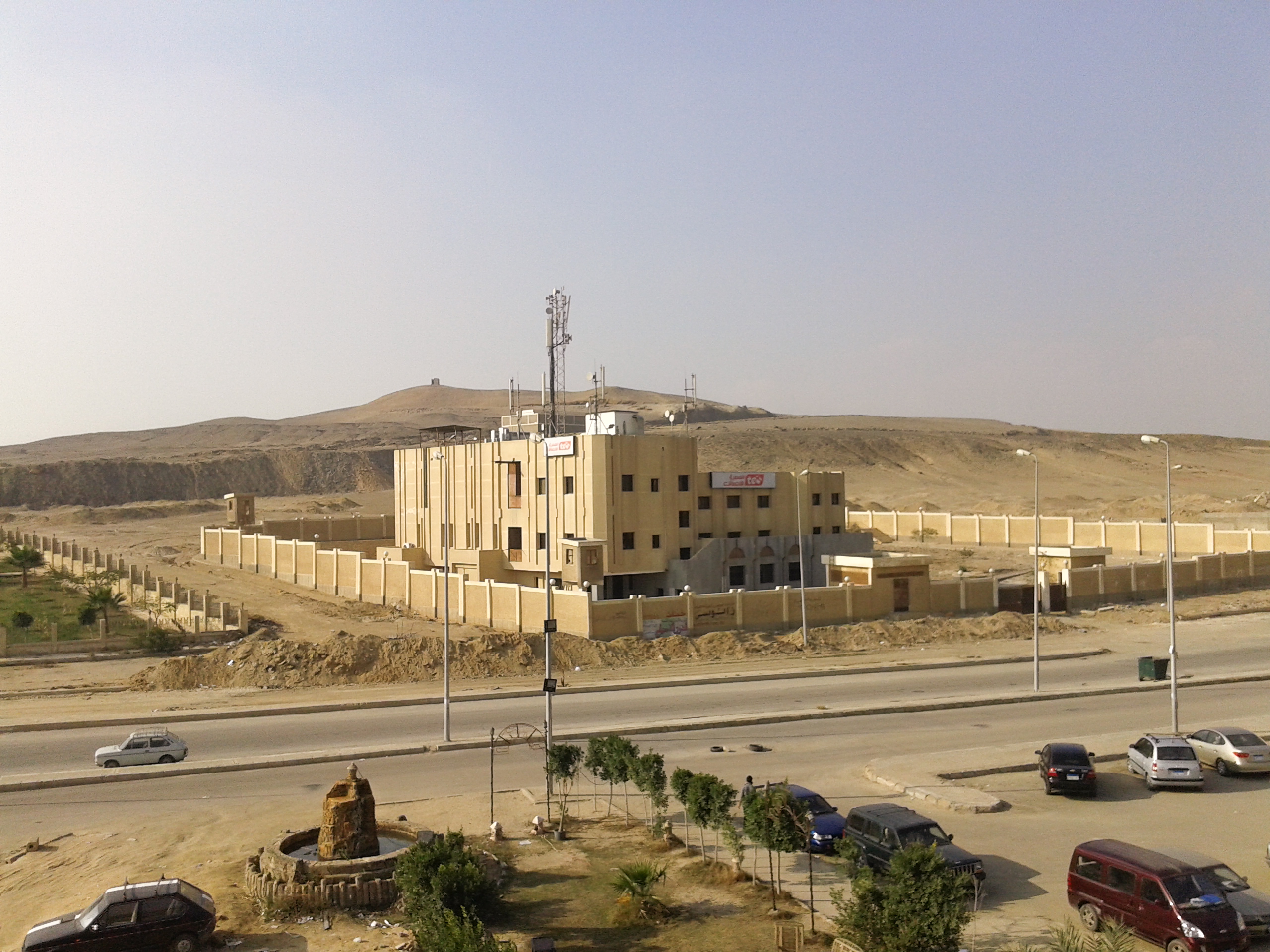
سنترال مدينة الشيخ زايد
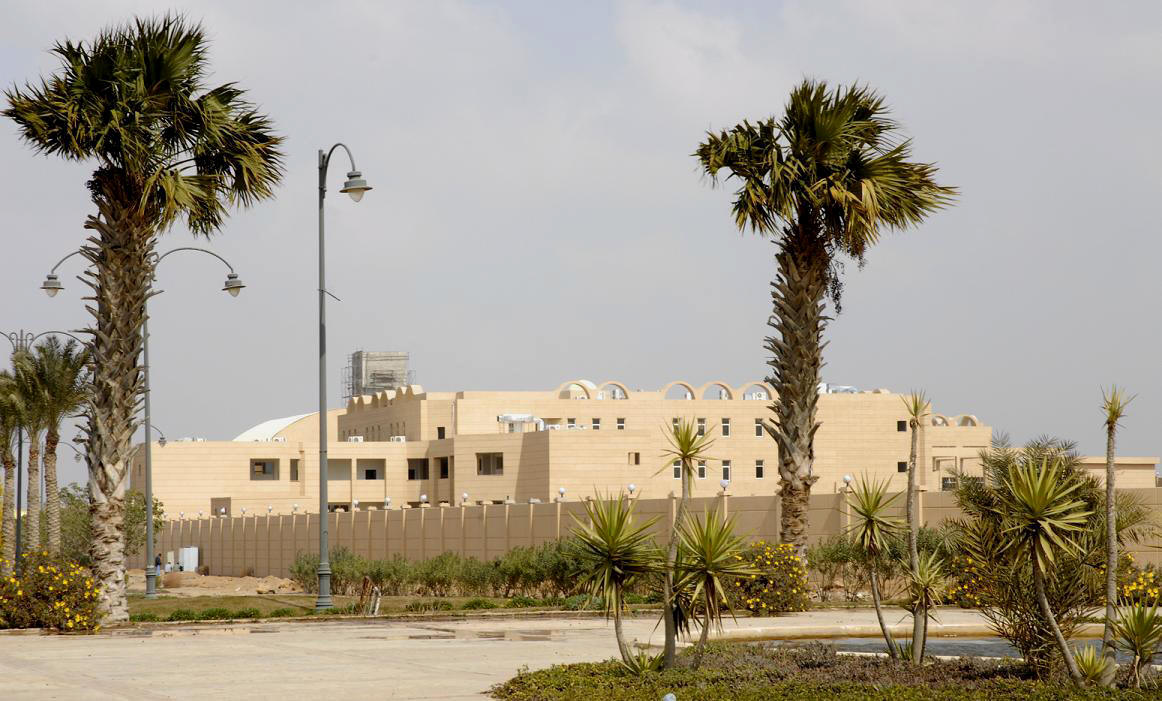
المدرسة البريطانية الدولية

## وصلات خارجية
- الموقع الرسمي
- صفحة المدينة على موقع هيئة المجتمعات العمرانية الجديدة